# Bataille de Stono Ferry
Guerre d'indépendance des États-Unis
Batailles
La bataille de Stono Ferry est une bataille de la guerre d'indépendance des États-Unis qui eut lieu le 20 juin 1779 près de Charleston en Caroline du Sud.

## Contexte
Le mouvement d'ouverture de la « stratégie pour le Sud » des Britanniques pour reprendre le contrôle de ses colonies rebelles est la prise de Savannah, en Géorgie, en décembre 1778. Cela renforce les inquiétudes à Charleston, en Caroline du Sud, où le général Benjamin Lincoln est à la tête du Commandement sud de l'Armée continentale. La garnison britannique à Savannah est d'environ la même taille que la sienne. Tout au long des premiers mois de 1779, Lincoln est renforcé par la milice locale, ainsi que la milice de la Caroline du Nord et de Géorgie. À partir d'une base à Purrysburg, en Caroline du Sud, Lincoln dirige ces forces pour surveiller les points clés de la rivière Savannah entre la côte et Augusta, en Géorgie, qui est tombé aux mains des Britanniques à la fin janvier. Cette accumulation de forces a incité les Britanniques à retirer leur force d'Augusta vers Ebenezer (en) en Géorgie. Au cours de ces manœuvres une force loyaliste a été vaincue au cours de la bataille de Kettle Creek et une force de milice de Caroline du Nord est vaincue à la bataille de Brier Creek.
À la mi-avril Lincoln se sent assez fort pour avancer en force dans le but de serrer le cordon autour de Savannah, en coupant les Britanniques des ressources locales. Il marche de Purrysburg le 23 avril vers Augusta. Lincoln ignorait apparemment que la situation des approvisionnements des Britanniques était quelque peu désespérée, en partie à cause de l'activité de corsaires américains qui ont réussi à capturer des navires de ravitaillement britanniques destinés à Savannah et de les détourner. Son déplacement en direction d'Augusta laisse les terres riches de la côte de Caroline du Sud protégées par une force minimale de milice. Lorsque le général britannique Augustine Prévost apprend ce mouvement, il décide de contrer les forces de la milice à Purrysburg, avançant le 29 avril avec 2 500 hommes. La milice, environ 1 000 hommes sous le commandement du général William Moultrie, se replie vers Charleston plutôt que d'engager le combat avec Prévost et envoie des messagers à Lincoln pour l'avertir du mouvement britannique. Alors que Moultrie se retire, des hommes de son unité qui sont de la région désertent afin de protéger leurs demeures et leurs plantations. Prévost décide de poursuivre Moultrie, et le repousse jusqu'aux portes de Charleston.
Le 10 mai, des compagnies des deux forces se battent près de Ashley Ferry, à environ 11 km de Charleston. Deux jours plus tard, Prevost intercepte un message dans lequel il apprend que Lincoln fait rapidement marche arrière pour Charleston, et décide de se retirer. Son armée est ralentie par le fait qu'ils se sont réapprovisionnés en route, et il décide donc de laisser une arrière-garde à Stono Ferry, entre Johns Island et le continent, emportant la plupart de son armée à Savannah par bateau le 116 juin. Prévost désigne le lieutenant-colonel John Maitland responsable de l'arrière-garde, qui compte environ 900 hommes. Un pont a été créé sur le côté nord de Stono Ferry. Trois redoutes sont construites, encerclées par un abattis et tenu par des Highlanders du 71e Régiment d'infanterie, des Hessois du Regiment von Trumbach et des compagnies de Loyalistes de Caroline du Nord et du Sud.
Lincoln, à son arrivée à Charleston, décide de monter une attaque sur cet avant-poste. Même s'il commande cinq à sept mille hommes, il est seulement en mesure de lever environ 1 200 hommes pour l'expédition, principalement des miliciens locaux mal formés. Le général Moultrie mène un effort secondaire à l'est contre un petit groupe de soldats britanniques sur Johns Island.
Lincoln déploie ses troupes après une marche de nuit de 13 km depuis Ashley Ferry. Immédiatement après leur arrivée à l'aube, ils commencent à lutter à travers les bois épais. Les Américains avancent en deux ailes ; le général Jethro Sumner mène sa milice sur la droite, transportant deux pièces d'artillerie, tandis que leur flanc droit est couvert par une compagnie d'infanterie légère, commandée par le marquis de Malmady. Des troupes de l'Armée continentale, sous le commandement du général Isaac Huger, constituent l'aile gauche ; ils transportent quatre canons. Avec Huger se trouve un petit groupe d'infanterie légère sous le commandement de John Henderson, et ce sont ces troupes qui, peu après le lever du soleil, ont le premier contact avec l'ennemi.

## Bataille
La bataille commence bien pour les Patriots. Ils engagent les positions britanniques avec des armes de petit calibre et le feu des canons pendant une heure, après quoi ils avancent vers l'abattis. Des Highlanders, deux compagnies résistent jusqu'à ce qu'il ne reste que 11 hommes ; un bataillon de Hessois finit par rompre. À ce moment, Maitland déplace ses forces pour tenter de contrer la menace plus importante que constitue l'aile de Huger. Les Hessois se rassemblent et reprennent le combat, et des réserves sont amenées sur le pont. Lincoln choisit ce moment pour ordonner un repli.

## Bilan et conséquences
Les pertes américaines dans la bataille sont de 34 tués, 113 blessés et 155 disparus. Parmi les morts figurent Hugh Jackson, le frère du futur président Andrew Jackson. Huger est grièvement blessé. Les pertes britanniques sont de 26 tués, 93 blessés et 1 disparu.
Maitland avait décidé presque une semaine avant la bataille de se retirer du site, mais sa manœuvre a été retardée par un manque de bateaux de transport. Il a finalement commencé à avancer le 23 juin vers Beaufort.
Le site de la bataille est encore visible aujourd'hui, sur la Route 318 près de Rantowles.